# Halichoeres leucoxanthus
Halichoeres leucoxanthus là một loài cá biển thuộc chi Halichoeres trong họ Cá bàng chài. Loài này được mô tả lần đầu tiên vào năm 1982.

## Từ nguyên
Từ định danh leucoxanthus được ghép bởi hai âm tiết trong tiếng Hy Lạp cổ đại: leukós (λευκός; "trắng") và xanthós (ξανθός; "vàng"), hàm ý đề cập đến hai màu sắc trên cơ thể của loài cá này.

## Phạm vi phân bố và môi trường sống
Từ Maldives, H. leucoxanthus được phân bố trải dài đến biển Andaman (dọc bờ biển Myanmar và Thái Lan), bờ tây đảo Sumatra (Indonesia) và đảo Giáng Sinh (Úc). Gần đây, loài này đã được ghi nhận tại vịnh Mannar (bờ đông Ấn Độ).
H. leucoxanthus sống gần rìa các rạn san hô viền bờ, nơi có nền đáy là cát và đá vụn, độ sâu khoảng 7–60 m.

## Mô tả
H. leucoxanthus có chiều dài cơ thể lớn nhất được ghi nhận là 12 cm. Loài này dễ dàng nhận biết được nhờ vào kiểu hình đặc trưng: vàng tươi ở nửa trên của cơ thể và trắng ở nửa dưới. Đầu có các vệt sọc màu hồng cam nhạt, sau mắt có một đốm đen nhỏ. Cá cái và cá con có thêm hai đốm đen viền trắng ở vây lưng, và một đốm nhỏ hơn trên cuống đuôi.
Số gai ở vây lưng: 9; Số gai ở vây hậu môn: 3; Số gai ở vây bụng: 1; Số tia vây ở vây bụng: 5.

## Phân loại học
H. leucoxanthus có quan hệ họ hàng gần nhất với hai loài Halichoeres chrysus và Halichoeres iridis.

## Sinh thái học
Thức ăn của H. leucoxanthus có thể bao gồm các loài nhuyễn thể và giáp xác như những loài Halichoeres khác. Chúng thường sống thành các nhóm nhỏ.

## Thương mại
H. leucoxanthus được đánh bắt không có chủ đích trong các hoạt động buôn bán cá cảnh.